# Circolo Canottieri Napoli 2015-2016

## Rosa
| N° |                       | Ruolo | Giocatore                   |
| -- | --------------------- | ----- | --------------------------- |
| 1  | Italia (bandiera)     | P     | Pasquale Turiello           |
| 2  | Italia (bandiera)     | D     | Fabrizio Buonocore Capitano |
| 3  | Italia (bandiera)     | A     | Luigi Di Costanzo           |
| 4  | Italia (bandiera)     | A     | Massimiliano Migliaccio     |
| 5  | Montenegro (bandiera) | A     | Darko Brguljan              |
| 6  | Italia (bandiera)     | CB    | Biagio Borrelli             |
| 7  | Italia (bandiera)     | CV    | Giuliano Mattiello          |

| N° |                   | Ruolo | Giocatore          |
| -- | ----------------- | ----- | ------------------ |
| 8  | Italia (bandiera) | A     | Eduardo Campopiano |
| 9  | Italia (bandiera) | D     | Antonio Maccioni   |
| 10 | Italia (bandiera) | D     | Alessandro Velotto |
| 11 | Italia (bandiera) | CB    | Fabio Baraldi      |
| 12 | Italia (bandiera) | D     | Umberto Esposito   |
| 13 | Italia (bandiera) | P     | Gabriele Vassallo  |
| 14 | Italia (bandiera) | CV    | Gaetano Baviera    |
| 15 | Italia (bandiera) | A     | Massimo Di Martire |

### Staff
- Allenatore:  Paolo Zizza
- Assistente:  Vincenzo Massa
- Team Manager:  Mario Morelli
- Consigliere:  Gianpaolo Tartaro
- Preparatore Atletico:  Nicola Agosti
- Medico sociale:  Elio Picardi
- Addetto stampa:  Rosario Mazzitelli

## Mercato
| Acquisti | Acquisti           | Acquisti  |
| R.       | Nome               | da        |
| -------- | ------------------ | --------- |
| A        | Gaetano Baviera    | Arechi    |
| A        | Massimo Di Martire | Posillipo |

| Cessioni | Cessioni    | Cessioni      |
| R.       | Nome        | a             |
| -------- | ----------- | ------------- |
| D        | Fabio Ronga | fine rapporto |

## Risultati

### Serie A1

#### Girone di andata
| Arbitri: | Leonardo Ceccarelli Marco Ercoli |

|                                                                                  |           |                                                            |
| Migliaccio: 3 Brguljan, Mattiello: 2 Baraldi, Di Costanzo, Esposito, Maccioni: 1 | Marcatori | 2: Astarita, Bruni, Vasić 1: Bosazzi, Brancatello, Colombo |

| Arbitri: | Giovanni Lo Dico Cristina Taccini |

|                                                         |           |                                                          |
| Alesiani: 5 J. Colombo, Sadovyy: 3 Bianco, Milaković: 1 | Marcatori | 3: Brguljan 1: Di Costanzo, Borrelli, Mattiello, Baraldi |

| Arbitri: | Luca Castagnola Massimo Savarese |

|                                                                                          |           |                                                                   |
| Borrelli, Brguljan: 3 Baraldi, Campopiano, Di Costanzo, Maccioni: 2 Baviera, Esposito: 1 | Marcatori | 2: Crivella, Del Basso, Mandolini 1: Bezić, Calcaterra, Pappacena |

| Arbitri: | Attilio Paoletti Roberto Petronilli |

|                                                   |           |                                                                     |
| Petronio: 4 Elez: 3 Guimarães, Popović, Rocchi: 1 | Marcatori | 2: Baraldi, Buonocore, Di Costanzo, Migliaccio, Velotto 1: Brguljan |

| Arbitri: | Daniele Bianco Marco Piano |

|                                                             |           |                                                           |
| Brguljan: 5 Mattiello: 3 Migliaccio, Campopiano, Velotto: 1 | Marcatori | 3: S. Luongo, Valentino 2: Lanzoni, M. Luongo 1: Korolija |

| Arbitri: | Michele Minelli Stefano Riccitelli |

|                                                      |           |                                       |
| Mandić: 3 Di Fulvio, Figlioli: 2 Giorgetti, Sukno: 1 | Marcatori | 2: Velotto 1: Di Costanzo, Migliaccio |

| Arbitri: | Stefano Scappini Cristina Taccini |

|                                                           |           |                      |
| Di Costanzo: 3 Velotto: 2 Buonocore, Maccioni, Baraldi: 1 | Marcatori | 2: Mugnaini 1: Manzi |

| Arbitri: | Fabio Brasiliano Stefano Pinato |

|                                                                   |           |                                                                                     |
| Colosimo, Di Rocco: 3 Charuto: 2 Cannella, Leporale, Maddaluno: 1 | Marcatori | 4: Brguljan 3: Di Costanzo 2: Mattiello, Baraldi 1: Migliaccio, Campopiano, Baviera |

| Arbitri: | Marco Ercoli Stefano Ricciotti |

|                                                         |           |                                              |
| Di Costanzo, Brguljan, Borrelli, Mattiello, Maccioni: 1 | Marcatori | 2: De Trane 1: Gavazzi, Guidaldi, Gambacorta |

| Arbitri: | Luca Castagnola Massimo Savarese |

|                                                                     |           |                                                                                |
| Bušlje, Dolce: 2 Briganti, Marinić Kragić, Renzuto Iodice, Gallo: 1 | Marcatori | 3: Esposito 2: Borrelli 1: Buoncore, Di Costanzo, Mattiello, Maccioni, Velotto |

| Arbitri: | Raffaele Colombo Giovanni Lo Dico |

|                                                   |           |                                                           |
| Brguljan, Campopiano: 3 Di Costanzo: 2 Velotto: 1 | Marcatori | 2: Coppoli, Petković 1: Di Fulvio, Vergano, Bini, Deserti |

| Arbitri: | Cristina Taccini Stefano Riccitelli |

|                                                                    |           |                                                                                           |
| Migliaccio: 2 Brguljan, Borrelli, Campopiano, Baraldi, Esposito: 1 | Marcatori | 4: Molina 2: Presciutti, Ubović, Napolitano 1: Guerrato, Ranđelović, Rizzo, Damonte, Nora |

| Arbitri: | Marco Piano Stefano Scappini |

|                                                                          |           |                                                              |
| Danilović: 3 Ivović, Casasola: 2 Abela, Di Luciano, Rotondo, Tringali: 1 | Marcatori | 5: Brguljan 3: Campopiano 1: Di Costanzo, Mattiello, Baraldi |

#### Girone di ritorno
| Arbitri: | Fabio Collantoni Alessandro Severo |

|                                                  |           |                                                                                |
| Vasić: 4 G. Oneto: 2 Generini, Panerai, Bruni: 1 | Marcatori | 3: Campopiano 2: Brguljan 1: Di Costanzo, Maccioni, Velotto, Baraldi, Esposito |

| Arbitri: | Leonardo Ceccarelli Bruno Navarra |

|                                                    |           |                               |
| Brguljan, Mattiello, Velotto, Baraldi, Esposito: 1 | Marcatori | 2: Sadovyy 1: Colombo, Cesini |

| Arbitri: | Luca Bianco Luca Castagnola |

|                                                       |           |                                                                        |
| B. Oneto: 5 Mandolini: 4 Crivella: 2 Bezić, Vitola: 1 | Marcatori | 4: Brguljan 3: Di Costanzo 2: Campopiano 1: Borrelli, Velotto, Baraldi |

| Arbitri: | Stefano Ricciotti Massimo Savarese |

|                                                                      |           |                                                 |
| Brguljan: 3 Mattiello: 2 Buonocore, Di Costanzo, Baviera, Velotto: 1 | Marcatori | 2: Petronio, Popović 1: Ferreccio, Rocchi, Elez |

| Arbitri: | Stefano Pinato Alberto Rovida |

|                                                                           |           |                                                            |
| Pérez, Scotti Galletta, Lanzoni, Marzialli, Ferrone, Luongo, Valentino: 1 | Marcatori | 4: Brguljan 2: Migliaccio, Campopiano, Baraldi 1: Esposito |

| Arbitri: | Arnaldo Petronilli Stefano Riccitelli |

|                                     |           |                                                            |
| Brguljan: 2 Campopiano, Maccioni: 1 | Marcatori | 2: Di Fulvio, Mandić, Bodegas 1: Giorgetti, Sukno, Aicardi |

| Arbitri: | Fabio Collantoni Marco Ercoli |

|                                            |           |                                                                      |
| Steardo: 5 Mugnaini: 2 Gandini, Brlečić: 1 | Marcatori | 5: Brguljan 2: Campopiano 1: Di Costanzo, Maccioni, Velotto, Baraldi |

| Arbitri: | Luca Castagnola Fabio Collantoni |

|                                                                      |           |                                                            |
| Brguljan: 4 Buonocore, Campopiano: 2 Baviera, Mattiello, Maccioni: 1 | Marcatori | 3: Lapenna 2: Cannella 1: Di Rocco, Giorgi, Leporale, Mele |

| Arbitri: | Attilio Paoletti Cristina Taccini |

|                                                               |           |                                                                    |
| De Trane, Ravina: 2 Di Somma, Gambacorta, Gonzalez, Monari: 1 | Marcatori | 4: Brguljan 2: Velotto 1: Baviera, Migliaccio, Mattiello, Esposito |

| Arbitri: | Arnaldo Petronilli Alessandro Severo |

|                                                                    |           |                                                    |
| Borrelli: 2 Buonocore, Di Costanzo, Baviera, Maccioni, Esposito: 1 | Marcatori | 3: Marinić Kragić, Renzuto Iodice 1: Foglio, Gallo |

| Arbitri: | Fabio Brasiliano Stefano Pinato |

|                                                                              |           |                                                  |
| Bini: 3 Vergano: 2 Di Fulvio, Coppoli, Petković, Mirarchi, Razzi, Deserti: 1 | Marcatori | 5: Brguljan 2: Di Costanzo 1: Mattiello, Baraldi |

| Arbitri: | Leonardo Ceccarelli Raffaele Colombo |

|                                                                |           |                                                        |
| Presciutti, Rizzo, Ubović: 4 Damonte: 2 Bertoli, Napolitano: 1 | Marcatori | 2: Brguljan 1: Mattiello, Campopiano, Baviera, Velotto |

| Arbitri: | Alberto Rovida Andrea Zedda |

|                                                                                             |           |                                                        |
| Brguljan: 3 Di Costanzo, Mattiello, Baviera: 2 Buonocore, Migliaccio, Borrelli, Maccioni: 1 | Marcatori | 3: Danilović 2: Di Luciano, Camilleri 1: Ivović, Vinci |

#### Final Six Scudetto
| Arbitri: | Daniele Bianco Alessandro Severo |

|                                             |           |                                                             |
| Marinić Kragić: 3 Bušlje, Dolce, Saccoia: 1 | Marcatori | 3: Brguljan 2: Borrelli, Campopiano 1: Di Costanzo, Baraldi |

| Arbitri: | Stefano Riccitelli Giovanni Lo Dico |

|                                       |           |                                                                                       |
| Borrelli: 3 Migliaccio, Campopiano: 1 | Marcatori | 4: Mandić 2: Figari, Ivović 1: Di Fulvio, Figlioli, Fondelli, Sukno, Aicardi, Bodegas |

### Coppa Italia

#### Final Four

##### Semifinale
| Arbitri: | Raffaele Colombo Giovanni Lo Dico |

|                                                                     |           |                                                   |
| Sukno: 3 Mandić, Giorgetti, Figari, Fondelli: 2 Giacoppo, Ivović: 1 | Marcatori | 2: Esposito 1: Di Costanzo, Mattiello, Campopiano |

##### Finale 3º/4º posto
| Arbitri: | Giovanni Lo Dico Leonardo Ceccarelli |

|                                                           |           |                                     |
| Di Costanzo, Brguljan, Mattiello, Campopiano, Baraldi : 1 | Marcatori | 2: Jelača, Deserti 1: Vergano, Bini |

### LEN Euro Cup

#### Primo turno di qualificazione
Due gruppi da sette e sei squadre ciascuno: si qualificano al secondo turno le prime quattro di ciascun gruppo. La Canottieri è inclusa nel Gruppo B, disputato a Spalato.
| Arbitri: | Stanko Ivanovski Andreas Moiralis |

|                                                                   |           |                                                                                            |
| Veenhuis: 3 Reuten: 2 Groenendijk, van den Heuvel, Westerwoudt: 1 | Marcatori | 6: Brguljan 2: Baraldi, Borrelli, Mattiello 1: Campopiano, Di Costanzo, Esposito, Maccioni |

| Arbitri: | Ferenc Toth Stefan Seidel |

|                                     |           |                                                                                 |
| Rocchietta: 3 Jablonski, Nastran: 1 | Marcatori | 3: Di Costanzo 2: Baraldi, Borrelli, Brguljan 1: Buonocore, Maccioni, Mattiello |

| Arbitri: | Stanko Ivanovski Balázs Székely |

|                                                                     |           |                                                                                    |
| Baviera: 3 Maccioni: 2 Baraldi, Brguljan, Di Costanzo, Mattiello: 1 | Marcatori | 4: Nagaev 3: Antonijević 2: Latypov 1: Marelja, Pliskevič, Ryžov-Aleničev, Šepelev |

| Arbitri: | Ernest Inesta Andreas Moiralis |

|                                                                             |           |                                                            |
| Goreta: 4 Visković: 3 Dužević, Lozina: 2 Buha, Ćalić, Pejković, Vrdoljak: 1 | Marcatori | 3: Migliaccio 2: Baraldi 1: Buonocore, Brguljan, Mattiello |

| Arbitri: | Stanko Ivanovski Ernest Inesta |

|                                                           |           |                                                     |
| Brguljan: 5 Migliaccio: 2 Baraldi, Buonocore, Maccioni: 1 | Marcatori | 3: Kuz'menko 2: Ivanoŭ 1: Es'kov, Jacenko, Merkulov |

#### Secondo turno di qualificazione
Due gruppi da quattro squadre ciascuno: si qualificano ai quarti di finale le prime due di ciascun gruppo. La Canottieri è inclusa nel Gruppo D, disputato nella piscina Poljud di Spalato, feudo del Mornar.
| Spalato 16 ottobre 2015, ore 20:30 (CEST) 1ª partita                                                                                              | Jadran Spalato | 8 – 8 (1-3, 2-2, 3-2, 2-1) referto                       | Canottieri Napoli | Piscina Poljud |
| \| \| \| \| \| Vukić: 4 Tonković, Franičević, Milardović, Koljanin: 1 \| Marcatori \| 3: Velotto 2: Brguljan 1: Di Costanzo, Borrelli, Baraldi \| |                |                                                          |                   |                |
| |                |                                                          |                   |                |
| Vukić: 4 Tonković, Franičević, Milardović, Koljanin: 1                                                                                            | Marcatori      | 3: Velotto 2: Brguljan 1: Di Costanzo, Borrelli, Baraldi |                   |                |

| Spalato 17 ottobre 2015, ore 19:00 (CEST) 2ª partita                                                                                    | Mornar    | 7 – 7 (2-1, 0-2, 3-3, 2-1) referto               | Canottieri Napoli | Piscina Poljud |
| \| \| \| \| \| Visković: 2 Butić, Čagalj, Ćalić, Duzević, Goreta: 1 \| Marcatori \| 3: Baraldi 2: Brguljan 1: Di Costanzo, Mattiello \| |           |                                                  |                   |                |
| |           |                                                  |                   |                |
| Visković: 2 Butić, Čagalj, Ćalić, Duzević, Goreta: 1                                                                                    | Marcatori | 3: Baraldi 2: Brguljan 1: Di Costanzo, Mattiello |                   |                |

| Spalato 18 ottobre 2015, ore 10:30 (CEST) 3ª partita | Szeged    | 18 – 12 (4-1, 5-3, 5-4, 4-4) referto                                  | Canottieri Napoli | Piscina Poljud |
| \| \| \| \| \| K. Manhercz, Varga: 4 Sedlmayer: 3 Kiss, Pellei, Seman: 2 Kunac: 1 \| Marcatori \| 5: Borrelli 2: Baviera, Velotto 1: Buonocore, Campopiano, Di Costanzo \| |           |                                                                       |                   |                |
| |           |                                                                       |                   |                |
| K. Manhercz, Varga: 4 Sedlmayer: 3 Kiss, Pellei, Seman: 2 Kunac: 1 | Marcatori | 5: Borrelli 2: Baviera, Velotto 1: Buonocore, Campopiano, Di Costanzo |                   |                |

## Statistiche

### Statistiche di squadra
- Statistiche aggiornate al 26 maggio 2016.

| Competizione | Punti | In casa | In casa | In casa | In casa | In casa | In casa | In trasferta | In trasferta | In trasferta | In trasferta | In trasferta | In trasferta | Neutro | Neutro | Neutro | Neutro | Neutro | Neutro | Totale | Totale | Totale | Totale | Totale | Totale | DR  |
| Competizione | Punti | G       | V       | N       | P       | Gf      | Gs      | G            | V            | N            | P            | Gf           | Gs           | G      | V      | N      | P      | Gf     | Gs     | G      | V      | N      | P      | Gf     | Gs     | DR  |
| ------------ | ----- | ------- | ------- | ------- | ------- | ------- | ------- | ------------ | ------------ | ------------ | ------------ | ------------ | ------------ | ------ | ------ | ------ | ------ | ------ | ------ | ------ | ------ | ------ | ------ | ------ | ------ | --- |
| Serie A1     | 48    | 13      | 8       | 2       | 3       | 116     | 106     | 13           | 7            | 1            | 5            | 126          | 135          | 0      | 0      | 0      | 0      | 0      | 0      | 26     | 15     | 3      | 8      | 242    | 241    | +1  |
| Playoff      | -     | 0       | 0       | 0       | 0       | 0       | 0       | 0            | 0            | 0            | 0            | 0            | 0            | 2      | 1      | 0      | 1      | 14     | 20     | 2      | 1      | 0      | 1      | 14     | 20     | -6  |
| Coppa Italia | -     | 0       | 0       | 0       | 0       | 0       | 0       | 2            | 0            | 0            | 2            | 10           | 19           | 0      | 0      | 0      | 0      | 0      | 0      | 2      | 0      | 0      | 2      | 10     | 19     | -9  |
| Euro Cup     | -     | 0       | 0       | 0       | 0       | 0       | 0       | 8            | 3            | 2            | 3            | 82           | 82           | 0      | 0      | 0      | 0      | 0      | 0      | 8      | 3      | 2      | 3      | 92     | 82     | +10 |
| Totale       | -     | 13      | 8       | 2       | 3       | 116     | 106     | 23           | 10           | 3            | 10           | 218          | 236          | 2      | 2      | 0      | 0      | 14     | 20     | 38     | 19     | 5      | 14     | 358    | 362    | -4  |

### Classifica marcatori
| Tot. | Giocatore               | A1 | CI | EC |
| ---- | ----------------------- | -- | -- | -- |
| 92   | Darko Brguljan          | 70 | 1  | 21 |
| 40   | Luigi Di Costanzo       | 30 | 2  | 8  |
| 33   | Fabio Baraldi           | 19 | 1  | 13 |
| 31   | Eduardo Campopiano      | 27 | 2  | 2  |
| 28   | Giuliano Mattiello      | 20 | 2  | 6  |
| 27   | Biagio Borrelli         | 17 | 0  | 10 |
| 25   | Alessandro Velotto      | 17 | 0  | 8  |
| 20   | Massimiliano Migliaccio | 15 | 0  | 5  |
| 17   | Antonio Maccioni        | 12 | 0  | 5  |
| 14   | Umberto Esposito        | 11 | 2  | 1  |
| 14   | Gaetano Baviera         | 9  | 0  | 5  |
| 13   | Fabrizio Buonocore      | 9  | 0  | 4  |